# Franklin Corella Vargas
Franklin Corella Vargas es un educador y político costarricense. Actualmente es el Director Nacional de Desarrollo Comunitario.

## Biografía
Cuando era niño, Corella vio la participación de su padre en el gobierno de la comunidad local, lo que lo influenció para ingresar a la política. A los 23 años de edad, Corella se convirtió en el miembro más joven de la Comisión de la Ciudad de Alajuela. Eventualmente se postuló como miembro del Partido Acción Ciudadana (PAC).
Corella tiene una licenciatura en educación científica. Ha enseñado en Talamanca y Alajuela.
En 2013, cuando tenía treinta y cuatro años, Corella comenzó a hacer campaña para el tercer puesto de diputado en Alajuela. Se postuló como miembro del PAC. Mientras hacía campaña, Corella continuó enseñando en la escuela secundaria El Carmen en Alajuela. Afirmó que sus estudiantes eran como una familia y algunos de ellos apoyaron a Corella durante su campaña. Corella ganó en febrero de 2014 y ocupará el tercer escaño de Alajuela.
Antes de asumir el cargo, Corella recorrió el área de su circunscripción, haciendo trabajo voluntario. Más tarde afirmó que está interesado en fortalecer la democracia de Costa Rica, y en brindarle oportunidades a los jóvenes.